# A jég emlékezete
A jég emlékezete a harmadik kötete a Steven Erikson által írt epikus fantasy sorozatnak, A Malazai Bukottak könyvének regéjének. A jég emlékezetének története rögtön az első kötet (A Hold udvara) után veszi fel a fonalat és egy időben játszódik a másodikkal, a Tremorlor kapujával.
A jég emlékezete a renegát Második Hadtestre és legújabb szövetségeseikre, valamint a Pannioni Birodalom ellen folytatott harcukra fókuszál, amely egy új erő a kontinens déli részén. A könyvben sok újdonság derül ki az istenekről, a felemelkedettekről és az Imass történetéről, a K'Chain Che'Mallékról, valamint a Tiste fajról.

## Fogadtatás
A rész túlnyomórészt pozitív értékeléseket kapott.
Az SF Site azt írta, hogy A jég emlékezete „Könnyen az év egyik legjobb könyve. Steven Eriksonnak sikerült új életet lehelnie a fikció legrégebbi hagyományaiba, mindezt oly módon, amely hitelesen örökíti meg és értelmezi újra az eredeti görög és norvég sagák szellemét.”
A Fantasy Book Review azt állította, hogy „A jég emlékezete jól átgondolt fajok széles skáláját felvonultató, csodálatos karakterekkel teli könyv.”
Pat a Pat's Fantasy Hotlistről szintén nagyon jó értékelést adott, mondván, „A jég emlékezete kétségtelenül egy mestermű. Közel két évtizednyi fantasy könyv olvasás után nem hiszem el, hogy még mindig ennyire lenyűgöz egy író munkája.”

## Magyarul
- A jég emlékezete. A malazai bukottak könyvének regéje; ford. Fehér Fatime; Alexandra, Pécs, 2004

## Fordítás
- Ez a szócikk részben vagy egészben  a   Memories of Ice című angol Wikipédia-szócikk ezen változatának fordításán alapul.  Az eredeti cikk szerkesztőit annak laptörténete sorolja fel. Ez a jelzés csupán a megfogalmazás eredetét és a szerzői jogokat jelzi, nem szolgál a cikkben szereplő információk forrásmegjelöléseként.